# Hisyah
Hisyah (tiếng Ả Rập: حسياء, Cũng đánh vần Hasya, Hasiyah, Hesa hoặc Hessia) là một thị trấn ở miền trung Syria, hành chính một phần của Homs, tọa lạc khoảng 35 km về phía nam của Homs. Nằm trên Quốc lộ M5 giữa Homs và Damascus, các địa phương lân cận bao gồm al-Qusayr và Rableh ở phía tây bắc, Shamsin và Jandar ở phía bắc, Dardaghan ở phía đông bắc, Sadad ở phía đông nam và Bureij ở phía nam. Theo Cục Thống kê Trung ương (CBS), Hisyah có dân số 5.425 người trong cuộc điều tra dân số năm 2004. Cư dân của nó chủ yếu là người Hồi giáo Sunni và Công giáo.

## Lịch sử

### Thời cổ đại
Trong thời kỳ Neo-Assyrian ở Syria (thế kỷ thứ 9 trước Công nguyên - Thế kỷ thứ 7 trước Công nguyên), Hisyah phục vụ như một trạm bưu điện được gọi là "Hesa" trên đường đến Damascus. Trong triều đại của Tiglath-Pileser III, ban đầu nó chứa một đội ngũ thợ thủ công quân sự đầy đủ. Do dân số nhỏ trong khu vực xung quanh Hesa, đoàn quân sau đó đã được chuyển đi và thay thế bởi 30 hộ gia đình Assyria phải tuyển quân. Ngôi làng được quản lý bởi hai quan chức quân đội cơ sở.

### Thời đại Ottoman
Trong thời kỳ cai trị của Đế chế Ottoman ở Syria, đặc biệt là vào thế kỷ 18, Hisyah đã trở thành một thị trấn đồn trú kiên cố do agha đứng đầu. Quân đồn trú đóng vai trò là phe quân sự thống trị ở quận Homs và các chỉ huy của nó thường phục vụ như các thống đốc quận. Thị trấn nằm trên cái được gọi là "Con đường Hồi giáo" mà cuối cùng đã dẫn đến Istanbul, trụ sở của vương quốc. Vị trí biệt lập của Hisyah ở rìa sa mạc Syria khiến nó rất dễ bị tấn công bởi Bedouin, nhưng nó phục vụ mục đích kép là nơi đàm phán giữa chính phủ và các bộ lạc Bedouin và là nơi tiến hành các chiến dịch quân sự chống lại Bedouin. Hisyah cũng được sử dụng để kiểm soát việc buôn bán lúa mì và lúa mạch, nơi các loại ngũ cốc được thu thập và lưu trữ trong các nhà máy.
Khu vực này được đánh dấu bởi những ngôi làng bị bỏ hoang và chính Hisyah được mô tả là "một nơi khốn khổ" bởi Pocock, người đã đi du lịch trong khu vực vào những năm 1730. Pocock đề cập thêm rằng thị trấn có nhà của một thống đốc, một nhà thờ Hồi giáo, một khan ("đoàn lữ hành") với ba ngôi nhà được bao quanh trong các bức tường của nó và một vài ngôi nhà khác được xây dựng xung quanh nó. Theo chuyên gia lịch sử Ottoman Dick Douwes, cư dân rất có thể là gia đình của các thống đốc của thị trấn và các quan tòa đã quản lý pháo đài. Cùng với quân đồn trú của đồng minh tại Ma'arat al-Numan, Hisyah đã đóng một vai trò quan trọng trong việc bình định khu vực giữa Damascus và Aleppo. Ma'arra đã hỗ trợ Hisyah trong các chiến dịch chống lại các bộ lạc Mawali ở miền bắc Syria. Năm 1717, kỵ binh của Hisyah đã giải thoát thành phố Hama khỏi một cuộc tấn công của Bedouin. Ả Rập Isma'il Agha al-Azm là chỉ huy đồn trú tại thời điểm đó và cũng từng là thống đốc của Hama và Homs.
Vào giữa thế kỷ 19, du khách phương Tây Josias Leslie Porter lưu ý rằng Hisyah bị treo tường và bao gồm một khan. Một đội quân agha và 150 lính kỵ binh danh nghĩa đã đóng quân ở đó để bảo vệ các thị trấn trong khu vực khỏi các cuộc tấn công của Bedouin, chủ yếu được phát động bởi các gia tộc thuộc bộ lạc Anizzah. Một vài năm trước chuyến viếng thăm của Porter, cựu agha và 18 binh sĩ của anh ta đã bị giết trong một cuộc phục kích của bộ lạc Walid Ali Bedouin địa phương. Ngôi làng chủ yếu là nơi sinh sống của các Kitô hữu.

### Kỷ nguyên hiện đại
Gia đình Suweidan thống trị Hisyah trong thời kỳ Pháp ủy.
Ngày nay, một trong số ít trạm cảnh sát đường bộ Syria ở khu vực giữa Homs và Damascus được đặt tại Hisyah. Một thành phố công nghiệp, với tổng diện tích 2.500 ha được chính phủ Syria xây dựng tại thị trấn vào năm 2001.